# Glyphodera cephalotes
Glyphodera cephalotes är en tvåvingeart som först beskrevs av Walker 1849.  Glyphodera cephalotes ingår i släktet Glyphodera och familjen skridflugor. Inga underarter finns listade i Catalogue of Life.